# Дайер, Амелия
Аме́лия Эли́забет Да́йер (англ. Amelia Elizabeth Dyer, урождённая Хо́бли, англ. Hobley; 1836 Пайл-Марш, Бристоль, Великобритания — 10 июня 1896, Ньюгетская тюрьма, Лондон, там же) — британская серийная убийца, считающаяся самой массовой детоубийцей в истории, совершавшая свои преступления в Викторианскую эпоху и по роду занятий бывшая бэби-фермершей. Она была осуждена и казнена через повешение за совершение одного убийства, однако сейчас считается, что на деле она ответственна за убийства множества других детей — возможно, 400 или больше — на протяжении 20 лет.

## Ранняя жизнь
В отличие от многих преступников своего поколения, Дайер формально не была «дитя нищеты». Она была младшей из пяти детей (у неё было три брата — Томас, Джеймс и Уильям — и сестра Энн), родилась в маленькой деревне Пайл-Марш к востоку от Бристоля (ныне часть собственно Бристоля) в семье зажиточного сапожника, Сэмюэля Хобли, и Сары Хобли, урождённой Уэймут. Она обучилась чтению и письму и с детства любила литературу и поэзию. Однако её формально счастливое детство было омрачено психическим заболеванием её матери, ставшим следствием перенесённого тифа. Амелия была свидетелем приступов безумия у своей матери и была вынуждена ухаживать за ней, пока та не умерла, будучи уже умалишённой, в 1848 году. Позже исследователи отметят психологическое воздействие, которое эти события оказали на Амелию, а также то, что в силу этого обстоятельства Амелия многое узнала об особенностях поведения человека, который теряет разум из-за болезни.
После смерти матери Амелия в течение некоторого времени жила с тётей в Бристоле, после чего была отдана в ученицы к производительнице корсетов. Её отец умер в 1859 году. Её старший брат, Томас, унаследовал семейное дело по ремонту обуви. В 1861 году, в возрасте 24 лет, Амелия стала постоянно проживать отдельно от как минимум одного из её братьев, Джеймса, и переехала в квартиру на Тринити-Стрит, Бристоль. Там она вышла замуж за Джорджа Томаса. Джорджу было 59 лет, и оба они солгали о своём возрасте во время заключения брака, чтобы уменьшить разницу в возрасте. Джордж вычел 11 лет из своего возраста, а Амелия прибавила себе 6 лет; многие источники позже принимали этот её возраст как действительный факт, в результате чего возникло много путаницы.

## Начало бэби-фермерства
В течение нескольких лет после свадьбы с Джорджем Томасом Амелия обучалась на медсестру. Подобная работа была изнурительной в Викторианскую эпоху, но рассматривалась как респектабельное занятие, а также позволила ей приобрести полезные способности. Установив деловые отношения с акушеркой, Эллен Дейн, Амелия научилась легко зарабатывать деньги — с помощью своего собственного дома, где обеспечивала приют для молодых женщин, которые забеременели вне брака, а затем брала младенцев для временного ухода с целью будущего усыновления их другими людьми или же позволяла им умереть от голода и недоедания (Эллен Дейн вынуждена была уехать в Соединённые Штаты вскоре после встречи с Амелией, чтобы избежать внимания со стороны властей). Матери, которые не состояли в браке, в викторианской Англии часто любыми средствами пытались найти какой-то заработок, так как поправка к Закону о бедных 1834 года отменяла всякую финансовую ответственность со стороны отцов внебрачных детей, вынуждая тем самым заботиться об этих детях общество, которое рассматривало родителей-одиночек и внебрачных детей как нечто, заслуживающее только презрения. Всё это привело к появлению практики так называемого бэби-ферминга (англ. baby farming), в которой бэби-фермеры выступали как своего рода агенты для будущего усыновления или патронажного воспитания (англ. foster care), получая за это регулярные платежи или однократный авансовый платёж от матерей младенцев. Было также создано множество контор, которые укрывали таких молодых женщин и заботились о них, пока те не рожали. Матери впоследствии оставляли своих нежелательных детей под присмотром этих так называемых детских медсестёр.
Затруднительное положение вовлечённых в это родителей часто использовалось для получения финансовой выгоды: если ребёнок имел зажиточных родителей, которым просто хотелось сохранить тайну о факте рождения, единовременная выплата могла составлять порядка 80 фунтов. Сумма в 50 фунтов могла быть предметом переговоров, если отец ребёнка хотел замять свою причастность к факту рождения. Тем не менее в большинстве случаев подобные будущие молодые матери, чья «безнравственность» даже исключала возможность их принятия — в то время — в работные дома, были очень бедны. С таких женщин взималось приблизительно по 5 фунтов.
Недобросовестные опекуны часто стремились уморить голодом доверенных им на время детей, чтобы сэкономить деньги на их содержании или даже намеренно ускорить их смерть. Шумных или требующих внимания младенцев могли «успокаивать» легкодоступными алкоголем и/или опиатами. Настой Godfrey’s Cordial — известный в разговорной речи под названием «друг матери» (сироп, содержащий опиум) — был популярным выбором для такого дела, но существовало и несколько других аналогичных препаратов. Многие дети погибали в результате таких сомнительных практик: «Опиум убил гораздо больше младенцев вследствие голода, чем непосредственно вследствие передозировки». Доктор Гринхау, проводивший расследование для Тайного совета, отметил, что такие дети «находились в состоянии постоянного наркотического опьянения и, таким образом, не испытывали голода, и их было трудно накормить». Результатом оказывалась смерть от сильного недоедания, но коронеры чаще всего записывали в качестве причины смерти «„слабость от рождения“, или „отсутствие грудного молока“, или просто „голод“». Матери, которые решили вернуть или просто проверить состояние здоровья своих детей, часто могли сталкиваться с трудностями, но некоторые из них были просто слишком напуганы или стыдились сообщить полиции о любом подозрении в преступлении. Даже власти и полиция часто имели проблемы в попытках отследить следы детей, которые были объявлены пропавшими.
Это был мир, который Амелии открыла Эллен Дейн. Амелии пришлось оставить бэби-ферминг после рождения дочери, Эллен Томас. В 1869 году уже пожилой к тому времени Джордж Томас умер, и Амелия стала нуждаться в постоянном доходе.

## Убийства
Амелия, по-видимому, сразу решила зарабатывать деньги на бэби-ферминге и наряду с предоставлением крова будущим матерям она сообщала в рекламных объявлениях, что готова обеспечить временный уход и последующую организацию усыновления ребёнка в обмен на существенное единовременное пособие и предоставление соответствующей одежды для ребёнка. В своих рекламных объявлениях и на встречах с клиентами она заверяла их, что была респектабельной, замужней женщиной и что сможет обеспечить безопасное и любящее окружение для ребёнка.
В какой-то момент своей «карьеры» в бэби-ферминге Амелия решила отказаться от расходов и неудобств, позволяя детям умирать от безнадзорности и голода; вскоре после получения ребёнка она убивала его, таким образом забирая себе в карман большую часть или всю сумму, полученную для его содержания.
В течение некоторого времени Дайер ускользала от внимания полиции. Она была в конечном счёте поймана в 1879 году — после того, как врач, вызывавшийся в дом Дайер фиксировать акты смерти, заподозрил неладное из-за количества этих вызовов. Тем не менее, вместо осуждения за убийство или причинения смерти по неосторожности она была приговорена к каторжным работам сроком на шесть месяцев за халатность. Это событие якобы почти лишило её рассудка, хотя некоторое выразили сомнение в правильности назначенного ей наказания, которое было слишком мягким по сравнению с теми, что в то время назначали даже за менее серьёзные преступления.
После освобождения она попыталась возобновить свою «карьеру» бэби-фермера. Она несколько раз по своей воле становилась пациентом психиатрических больниц из-за её предполагаемой психической неустойчивости и склонности к суициду; подобное всегда совпадало с периодами, когда для неё было выгодно «исчезнуть». Будучи бывшей медсестрой в психбольнице, Амелия знала, как себя вести, чтобы обеспечить относительно приличное существование в качестве пациента такого заведения. Дайер, кажется, начала злоупотреблять алкоголем и наркотическими препаратами на основе опиума в начале своих убийств; её психическая нестабильность могла быть связана со злоупотреблением этими веществами. В 1890 году Дайер взяла на временное содержание незаконнорождённого ребёнка гувернантки. Вернувшись, чтобы увидеть ребёнка, гувернантка сразу что-то заподозрила и раздела ребёнка, чтобы увидеть, есть ли у того родинка на одном из его бёдер. Её не было, и скандал вкупе с длительными подозрениями со стороны властей привёл к тому, что Дайер или на самом деле сошла с ума, или же симулировала безумие. Она выпила одну за другой две бутылки настойки опиума, совершив тем самым серьёзную попытку самоубийства, но её организм по причине длительного употребления наркотика выработал иммунитет к продуктам на основе опиума, поэтому она выжила.
После этого она вернулась к бэби-фермингу и убийствам. Дайер поняла, что вызывать врачей, чтобы те выдавали свидетельства о смерти, глупо, и начала самостоятельно избавляться от трупов детей. Сомнительная природа и масштабы её деятельности вновь стали предметом нежелательного для неё внимания; она привлекала внимание со стороны полиции и родителей, стремившихся вернуть своих детей. Она и её семья часто переезжали в разные города, чтобы избежать подозрений, восстановить анонимность и начать новое «дело». На протяжении многих лет Дайер использовала целый ряд псевдонимов.
В 1893 году Дайер была выписана после её последнего пребывания в Уэльской психиатрической больнице. В отличие от предыдущих «срывов», это был самый неприятный в её жизни опыт, и она так и не была более принята на лечение в подобную больницу. Два года спустя Дайер переехала в Кэвершэм, Беркшир, в сопровождении ничего не подозревающей помощницы, «бабушки» Джейн Смит, которую Амелия наняла после короткого собеседования в работном доме, и своих дочери и зятя, Мэри-Энн (известной как Полли) и Артура Палмера. Позже в том же году последовал переезд в Кенсингтон-роуд, Рединг, Беркшир. Амелия убедила Смит называться её «матерью» перед ничего не подозревающими женщинами, отдающими им своих детей. Это была попытка создать видимость того, что они являются заботливыми матерью и дочерью.

### Дорис Мармон
В январе 1896 года Эвелина Мармон, известная в местных кругах 25-летняя буфетчица, родила вне брака дочь Дорис в пансионате в Челтнеме. Она начала быстро искать предложения о принятии ребёнка на временное содержание и поместила объявление в разделе «Разное» газеты Bristol Times & Mirror. В нём было написано следующее: «Ищу респектабельную женщину, готовую взять маленького ребёнка». Мармон хотела вернуться к работе и надеялась в конечном итоге вернуть ребёнка себе.
Так совпало, что рядом с её собственным объявлением было напечатано следующее: «Супружеская пара без семьи примет здорового ребёнка; хороший загородный дом с удобствами; 10 фунтов». Мармон ответила некой «миссис Хардинг» и через несколько дней получила ответ от Дайер. Из Оксфорд-роуд в Рединге «миссис Хардинг» писала, что «я была бы рада иметь дорогую маленькую девочку, которую я могла бы воспитывать и называть моей». Она продолжала: «Мы простые, домашние люди, живём в неплохих условиях; я хочу ребёнка не ради денег, но для компании и домашнего уюта… Я и мой муж нежно любим детей. Своего ребёнка у меня нет. Ребёнок со мной будет иметь хороший дом и материнскую любовь».
Эвелина Мармон хотела вносить еженедельную плату за уход за дочерью, что было для неё более доступно, но «миссис Хардинг» настаивала на одноразовой единовременной предоплате. Мармон была в отчаянном положении, поэтому она неохотно согласилась выплатить 10 фунтов, а через неделю «миссис Хардинг» прибыла в Челтнем.
Мармон, по-видимому, была удивлена преклонным возрастом и грубоватым видом Дайер, но та проявила ласковость к Дорис. Эвелина передала ей свою дочь, картонную коробку одежды и 10 фунтов. Будучи сильно расстроенной в связи с необходимостью отказаться от ухода за своей дочерью, Эвелина сопроводила Дайер до станции Челтнема, а затем в Глостер. Она вернулась в своё жилище «сломанной женщиной». Через несколько дней она получила письмо от «миссис Хардинг», в котором сообщалось, что всё было хорошо; Мармон написала в ответ, но никакого ответа уже не получила.
Дайер не уехала в Рединг, как она сказала Мармон. Вместо этого она отправилась в дом № 76 по улице Майо-роуд, Уилсден, Лондон, где остановилась её 23-летняя дочь Полли. Там Дайер быстро нашла некоторое количество белой обрамляющей ленты, используемой при шитье, обвила его дважды вокруг шеи ребёнка и завязала в узел. Смерть не была мгновенной (Амелия позже говорила: «Я любила наблюдать за ними с лентой на шее, но очень скоро с ними уже всё оказывалось кончено»).
Две женщины якобы обернули тело в салфетки. Они использовали некоторые из предметов одежды Мармон для обёртывания трупа; остальные предназначались для сдачи в ломбард. Дайер заплатила арендную плату хозяйке снимаемого ими дома и дала ей пару детских ботинок в качестве подарка для её маленькой дочери. На следующий день, в среду, 1 апреля 1896 года, в дом на Майо-роуд был доставлен ещё один ребёнок по имени Гарри Симмонс. По причине отсутствия у Дайер белой обрамляющей ленты в запасе, она была снята с трупа Дорис и использована для удушения 13-месячного мальчика.
2 апреля оба тела были помещены в саквояж — вместе с кирпичами для обеспечения дополнительного веса. Дайер затем направилась в Рединг. В уединённом месте, которое ей было хорошо известно, рядом с плотиной у Кэвершэмского шлюза, она выбросила саквояж через ограждение в реку Темзу.

## Разоблачение Дайер

### Обнаружение трупов
Дайер не подозревала о том, что 30 марта 1896 года из Темзы в районе Рединга матросом баржи был извлечён свёрток. В нём находился труп девочки, позже опознанной как Хелен Фрай. Один из немногих детективов, бывших на службе в Редингском бюро Лондона под руководством Джорджа Тевсли, детектив-констебль Андерсон, сделал важное открытие. В дополнение к обнаружению им этикетки на вокзале Темпл Мидс, Бристоль, он также произвёл микроскопический анализ обёрточной бумаги и обнаружил на нём малоразборчивое имя — миссис Томас — и адрес.
Эта находка стала достаточной для начала поиска Дайер полицией, но они всё ещё не могли найти убедительных доказательств непосредственной связи Дайер с совершением тяжкого преступления. Дополнительные доказательства были получены от свидетелей и полиции Бристоля, которые заставили их увеличить бдительность, и Андерсон вместе с сержантом Джеймсом взяли дом Дайер под наблюдение. Следователи предположили, что Дайер может бежать, если заподозрит, что находится под наблюдением. Полицейские решили использовать молодую женщину в качестве приманки, надеясь, что та будет в состоянии устроить встречу с Дайер, чтобы обсудить предоставление ей своих услуг. Такой вариант был, возможно, предпринят сыщиками для того, чтобы убедиться в том, что Дайер действительно занимается бэби-фермингом, или же просто давал им повод арестовать её.
Выяснилось, что Дайер ожидала свою новую клиентку (приманку) для встречи, но вместо этого она обнаружила детективов, ожидающих её на пороге. 3 апреля (в Страстную пятницу) полиция провела рейд в её доме. Они, по-видимому, были поражены зловонием от разложившейся человеческой плоти, хотя ими не было найдено человеческих останков. Имелось, однако, множество других связанных с убийствами доказательств, в том числе белая обрамляющая лента, телеграммы, касающиеся договорённостей о временном усыновлении, ломбардные билеты на детскую одежду, квитанции за размещение рекламы и письма от матерей, спрашивающих о здоровье своих детей.
По подсчётам полиции, за предыдущие несколько месяцев по крайней мере двадцать детей были отданы на временное содержание «миссис Томас», которой, как теперь выяснилось, была Амелия Дайер. Также оказалось, что она собиралась снова переехать, на этот раз в Сомерсет. Такое количество убийств привёло к ряду оценок, согласно которым миссис Дайер могла в течение десятилетий убить более 400 младенцев и детей, что делало её одним из самых массовых убийц в истории, а также самой массовой известной женщиной-убийцей.
Хелен Фрай, ребёнок, извлечённый из Темзы 30 марта, был передан Дайер на станции Темпл Мидс 5 марта. В тот же вечер она приехала домой, неся только коричневый бумажный пакет. Она спрятала пакет в доме, но спустя три недели запах разложения вынудил её выбросить мёртвого ребёнка в реку. Поскольку свёрток не имел достаточного веса, он был легко обнаружен.
Амелия Дайер была арестована 4 апреля и обвинена в убийстве. Её зять Артур Палмер был обвинён в качестве соучастника. В течение апреля было исследовано дно Темзы, в результате чего обнаружилось ещё шесть тел, в том числе Дорис Мармон и Гарри Симмонса — последних жертв Дайер. Каждый ребёнок был задушен белой лентой, которая, как она позже сказала полиции, «была, как вы могли бы сказать, чем-то моим». Спустя одиннадцать дней после передачи своей дочери Дайер Эвелина Мармон, чьё имя обнаружилось на вещах, хранимых Дайер, опознала останки своей дочери.

### Следствие и судебное разбирательство

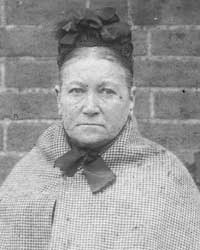
Фото Дайер, сделанное после её ареста, 1896 год.

При расследовании обстоятельств убийств в начале мая не было найдено никаких доказательств, что Мэри Энн или Артур Палмер выступали в качестве пособников Дайер. Артур Палмер был отпущен в результате «исповеди», написанной Амелией Дайер. В Редингской тюрьме она написала (с большим количеством орфографических и пунктуационных ошибок):
Сэр, будьте добры сделать мне благосклонность, сообщив судьям в субботу, 18-го, то, что я сделала это заявление, потому что я, вероятно, не буду иметь такой возможности, и я должна облегчить свой разум; я знаю и я чувствую, что мои дни сочтены на этой земле, но я чувствую, что это ужасная вещь — вовлекать невинных людей в беду; я знаю, что я должна буду ответить пред Творцом моим Небесным за ужасные преступления, которые я совершила, но, пусть Бог Всемогущий будет моим судьёй на небе и на земле, ни моя дочь, Мэри Энн Палмер, ни её муж, Альфред Эрнест Палмер, — как я торжественно заявляю, — ни один из них не был каким бы то ни было образом связан со всем этим, они никогда не знали, что я замышляла сделать сие великое зло, пока не стало слишком поздно. Я говорю правду и ничего, кроме правды; я надеюсь, что буду прощена, только я и я одна должна стоять пред Творцом моим Небесным, чтобы дать ответ за всё зло, сотворённое моими руками. Амелия Дайер.
16 апреля 1896     Amelia Dyer
22 мая 1896 года Амелия Дайер на процессе в Олд-Бейли признала себя виновной в одном убийстве — Дорис Мармон. Её семья и знакомые свидетельствовали на её процессе, что у них росла подозрительность и беспокойство относительно её деятельности, и выяснилось, что Дайер чудом избежала разоблачения несколько раз. Показания человека, который видел и говорил с Дайер, когда она несла саквояж с двумя телами к Кэвершэм-Лок, также оказались важными. Её дочь дала яркие свидетельские показания, которые убедили суд в виновности Амелии Дайер.
Единственной защитой для Дайер могло бы стать признание её невменяемой: до этого она дважды стремилась попасть в психиатрические больницы в Бристоле. Тем не менее обвинение успешно доказало, что её кажущаяся психическая нестабильность была уловкой, чтобы избежать подозрений; оба случая, как было выяснено, совпадали с периодами, когда Дайер подозревала, что её преступления могут быть раскрыты.
Присяжным потребовалось только четыре с половиной минуты, чтобы признать её виновной. За три недели, проведённых в камере смертников, она исписала пять тетрадей своей «последней, истинной и единственной исповедью». В ночь перед казнью её посетил капеллан и спросил, хочет ли она в чём-нибудь признаться, она подала ему свои тетради, спросив: «Разве этого недостаточно?». В результате курьёза она была вызвана в суд, чтобы выступить в качестве свидетеля на слушании по обвинению в участии в убийствах её дочери Полли, которое было назначено на день, наступающий спустя неделю после казни Дайер. В связи с этим было признано, что Амелия была уже юридически мертва с момента оглашения приговора, поэтому её показания не могут быть представлены. Таким образом, её казнь не была отложена. Накануне своей казни Амелия узнала, что обвинения против Полли были сняты. Она была повешена Джеймсом Биллингтоном в Ньюгетской тюрьме в среду, 10 июня 1896 года в 9 часов утра. На вопрос на эшафоте, хочет ли она что-нибудь сказать, Дайер ответила только: «Мне нечего сказать».

## Последствия
Неясно, сколько ещё детей было убито Амелией Дайер. Тем не менее запросы от матерей на поиск детей, показания других свидетелей и вещественные доказательства, найденные в доме Дайер, включая письма и одежду многих младенцев, доказывали, что их было множество.
Дело Дайер вызвало большой скандал в обществе. Она стала известна как Людоедка из Рединга, а её история вдохновила написание популярной баллады.

Старая сиделка, гнусная мисс Дайер
Её работа была оплачена в Олд-Бейли.
В старые времена мы зажгли бы большой костер
И отменно зажарили бы эту злую старую ведьму.
Оригинальный текст (англ.)The old baby farmer, the wretched Miss Dyer
At the Old Bailey her wages is paid.
In times long ago, we’d ‘a’ made a big fy-er
And roasted so nicely that wicked old jade.

Впоследствии законы по усыновлению детей были ужесточены, давая местным властям право строгого наблюдения за бэби-фермерами в надежде искоренить подобные преступления. Несмотря на это и тщательное изучение частных газетных объявлений, ни сама подобная деятельность, ни убийства детей не прекратились. Через два года после казни Дайер работники железной дороги, осуществлявшие проверку вагонов в Ньютон Эббот, Девон, нашли посылку. Внутри была трёхнедельная девочка, холодная и мокрая, но живая. Дочь вдовы, Джейн Хилл, она была отдана на временное содержание «миссис Стюарт» за 12 фунтов. Эта «миссис» взяла ребёнка на Плимуте и, видимо, бросила девочку в следующий поезд. Было заявлено, что «миссис Стюарт» была Полли, дочь Амелии Дайер.

## Выявленные жертвы
- Дорис Мармон, 4 месяца.
- Гарри Симмонс, 13 месяцев.
- Хелен Фрай, возраст неизвестен, 1 год или менее.

## Связь с Джеком-потрошителем
Поскольку Амелия Дайер жила и совершала свои убийства во времена преступлений Джека-потрошителя, некоторые полагают, что она и была им, якобы убивая проституток путём неудачных абортов. Это предположение было выдвинуто писателем Уильямом Стюартом, хотя он предпочитал считать Мэри Пирси наиболее вероятной подозреваемой. Не существует, однако, никаких доказательств связи Дайер с убийствами, совершёнными Джеком-потрошителем.